# جوان سيلفيرا دوس سانتوس
 جوان دوس سانتوس  (بالبرتغالية: Juan Silveira dos Santos‏)، من مواليد 1 فبراير 1979 في ريو دي جانيرو في البرازيل، لاعب كرة قدم برازيلي.
بدأ مسيرته الكروية مع نادي فلامينغو ثم انتقل إلى بايرن ليفركوزنومن ثم إلى نادي روما الإيطالي عام 2007، وشارك معهم في 43 مباراة وسجل 6 أهداف.و قد بدأ باللعب مع منتخب البرازيل لكرة القدم في عام 2001 وشارك في كأس العالم لكرة القدم 2006 وكأس القارات في 2005 و2009 وفي كوبا أمريكا في 2001 و2004 و2007.

## مسيرته مع الأندية

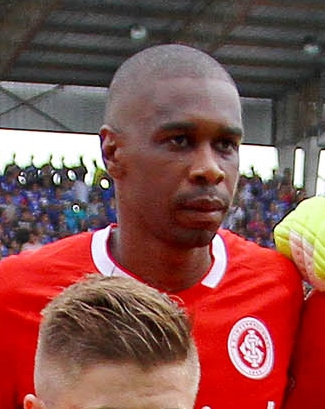
صورة لجوان سانتوس مع نادي إنترناسيونال

### مسيرته المبكرة
لعب جوان مدة ست سنوات مع نادى فلامنجو بالبرازيل. في عام 2002 , انتقل اللاعب إلى نادى باير ليفركوزن. لعب مدة خمس سنوات في ألمانيا احرز خلالها عشرة أهداف لصالح نادى باير ليفركوزن. في عام 2007 , انتقل إلى نادي روما مقابل مبلغ 6.3 مليون يورو.

### روما
لعب جوان لصالح نادي روما في الفترة مابين 2007 و2012 . محرزا خلالها 11 هدفاً في 140 مباراة لعبها في كل المسابقات. فاز جوان مع روما بـ كأس إيطاليا لكرة القدم وكأس السوبر الإيطالي. وكان جوان الأختيار الأول لنادى روما في مركز الظهير، ارتدى خلالها القميص رقم 4 . احرز جوان أول أهدافه مع روما في 16 سبتمبر 2007 .
في موسم 2011-12 , كان يلعب عادة إلى جانب غابرييل هاينزه. أحرز جوان هدفه السابع مع روما في 21 يناير 2012 عندما فاز روما على تشيزينا بنتيجة 5-1 .

### إنترناسيونال
في 16 يوليو 2012 , إتفق جوان ونادى روما على فسخ التعاقد بالتراضى، والذي كان من المفترض ان ينتهى في 30 يونيو 2013 . في نفس العام، وقع جوان على عقد مدته سنتان مع نادي إنترناسيونال.

## روابط خارجية
- جوان سيلفيرا دوس سانتوس على موقع الاتحاد الدولي (مؤرشف)  (الإنجليزية)
- جوان سيلفيرا دوس سانتوس على موقع قاعدة بيانات كرة القدم.إي يو (الإنجليزية)
- جوان سيلفيرا دوس سانتوس على موقع ناشيونال فوتبول تيمز (الإنجليزية)
- جوان سيلفيرا دوس سانتوس على موقع Soccerway.com (الإنجليزية)
- جوان سيلفيرا دوس سانتوس على موقع عالم كرة القدم.نت (الإنجليزية)
- جوان سيلفيرا دوس سانتوس على موقع AS.com (الإسبانية)